# Martyn J. Fogg
Martyn J. Fogg (nascut el 3 de juliol de 1960) és un físic i geòleg britànic, expert en terraformació.
Després de convertir-se en cirurgià dental, Martyn John Fogg es va llicenciar en física i geologia i va obtenir un màster en astrofísica. Va obtenir el seu M.S. en astrofísica al Queen Mary College de la Universitat de Londres amb una tesi sobre l'origen i la distribució de planetes que floten lliurement el 2002, i un doctorat en ciències planetàries amb treballs sobre la dinàmica de la formació planetària que implica el modelatge de la formació de planetes terrestres en presència de la migració del planeta gegant el 2008. Fogg viiu a Londres.
El treball científic de Fogg va començar el 1985, amb la simulació de sistemes planetaris extrasolars. A partir del 1987, Fogg va iniciar la investigació sobre la terraformació, i va publicar una sèrie d'articles sobre el tema, principalment a la Journal of the British Interplanetary Society. Va ser editor convidat d'un número especial sobre el tema el 1991. IEl 1995 aquesta obra va culminar amb el llibre Terraforming: Engineering Planetary Environments, el primer llibre de text sobre el tema de la terraformació.
A més de la Journal of the British Interplanetary Society, ha publicat en diverses revistes, incloses: Icarus, Astronomy and Astrophysics, Comments on Astrophysics, Advances in Space Research i Earth, Moon, and Planets, a més de presentar comunicacions en diverses conferències científiques i tècniques.
Des de la dècada de 2000, la seva investigació s'ha centrat en la dinàmica de la formació de planetes i els efectes de la migració de planetes com els Júpiter calents en la formació inicial del sistema solar.